# Bar Kunar
Bar Kunar är ett distrikt i Afghanistan. Det ligger i provinsen Kunar, i den östra delen av landet, 210 kilometer öster om huvudstaden Kabul. Administrativ huvudort är Asmar.
Distriktet beräknades år 2022 ha cirka 26 000 invånare.